# Technopole (Goussev)
 (mai 2012).
Le technopôle de Goussev est un projet de création d’un complexe moderne de l’industrie électronique dans l’oblast de Kaliningrad.

## Origine du projet
En 2007 a lieu pour la première fois à Goussev une production russe de récepteurs satellitaires et analogiques. Quelques mois plus tard, une corporation de General Satellite commence la construction d'une usine de pièces radio-électroniques ménagères. En 2008, le chef de l’administration de l’arrondissement de Goussev, Nikolay Zukanov, ainsi que le président de la corporation « General Satellite », Andrey Tkachenko, signent un accord actant la création d’un technopôle moderne. Cette idée est admise par les autorités locales et est présentée au forum international d’investissement « Sotchi-2008 ».
Goussev présente alors plusieurs avantages selon Andrey Tkachenko. Tout d'abord, la ville dispose déjà d'une production effective en raison de la localisation de la corporation au sein d'une zone économique spéciale. De plus, les autorités de la ville acceptent de participer au projet de création du technopôle y voyant l'occasion de développer économiquement la région.
En 2009, deux usines sont conçues : un groupement de recherche et de production OAO NPO « ZTS » ainsi que OOO « Prankor », sans équivalent en Russie. Les usines produisent des récepteurs satellitaires et analogiques ; et le convoyeur assure le cycle complet de production, de la carte-mère jusqu’au corps, ainsi que les antennes satellitaires. 
Avant la création de ces usines, une grande partie des appareils sur le marché russe était importée, principalement depuis la Chine. Selon les responsables du projet, la production des adaptateurs atteint 2 % du volume mondial.

### Objectif du projet
Création à Goussev d’un pôle d'innovation technologique russe.

### Missions du projet
- Développement complexe de l’économie de la ville de Goussev, actualisation de son infrastructure sociale, favorisation des conditions de développement de l’activité innovante, et transformation de Goussev en un technopôle vers 2013.
- Création à Goussev d’un pôle de l’industrie radioélectronique. Le projet inclut la construction de 7 productions de haute technologie, dont 4 sont déjà lancées.
- Approbation du modèle de développement innovant d’une petite ville de la Russie. Si les résultats sont au rendez-vous, ce modèle pourra être repris pour le développement d’autres petites villes du pays.

### Investissements
- Volume d’investissements en projet (2008-2013) : 5 milliards de roubles.
- Actuellement, plus d’1 milliard de roubles déjà investis[8].

### Territoire du technopôle
400 ha. Plus de 3 000 postes de travail.

### Phases prévues
2009 :
- Ouverture de l’usine de pièces radio-électroniques ménagères.
- Mise en service de l’usine de produits métalliques et de produits en masse plastique par formage.

2010 :
- Ouverture de la « Première fabrique de cartonnages » qui produit le carton ondulé et l’emballage[10],[11].
- Mise en service du combinat de construction d’habitations[12].

Selon le projet, l’entreprise doit produire les modules à parement prêt, avec lesquels en deux semaines il est possible de monter une maison individuelle prête à habiter.
2011 :
- Construction du premier ensemble de maisons individuelles à Goussev.
- Mise en service du centre d’affaire public de technopôle.

2012
- Ouverture de l’usine de microélectroniques (assemblage et mise en boîtier des microprocesseurs).
- Construction d’un deuxième ensemble de maisons individuelles à Goussev.
- Aménagement complexe des territoires et construction des objets de l’infrastructure sociale.
- Ouverture de la filiale de l'Université d'État de Saint-Pétersbourg, organisation du processus de formation et de recherche scientifique dans un complexe scientifique universitaire.

2013 :
- Ouverture de l’usine de plaques imprimées.
- Organisation du complexe de douanes et d’entrepôt.

## Résultats prévus

### Développement des productions modernes à Goussev
- Usine de pièces radio-électroniques ménagères.
- Usine d’antennes de télévision et de corps.
- Usine de carton ondulé et d’emballage[10].
- Combinat de construction d’habitations[12].
- Usine de microélectroniques.

### Fonctionnement du centre de formation et de recherche
- Bureau de projet et de construction.
- Complexe scientifique universitaire (UUNK).
- Fonds de capital risque pour un soutien et une intégration de Recherches et Développements, créé au sein de Technopole, et à l'extérieur.
- Pépinière d’entreprise est un technopôle (BIT).

### Résultats socio-économiques pour la ville et la région
- Amélioration du niveau et de la qualité de la vie des habitants de la ville et de la région.
- Activation de l’activité innovante et de l’activité d’affaires dans l’Oblast de Kaliningrad.
- Création à Goussev d’un nouveau pôle du développement de l’Oblast de Kaliningrad[13].

## Critiques du projet
Les observateurs du marché ont évalué positivement l'initiative de « Général Satellite » et les perspectives des investissements. "Le développement des technopôles, est, certes, très coûteux, mais permet de se profiler sur le plan scientifique", a commenté les projets de „Général Satellite“ l’analyste d’une compagnie d’investissement „Sovlink“ Pavel Javoronkov. D’après la masse salariale avant 2011, 1 500 à 2 400 millions de roubles seront dépensés. En moyenne, une masse salariale doit consister en 1 950 millions de roubles, cela fait presque 40 % du capital levé. La création d'un tel technopôle est possible seulement dans les conditions des normes et approches rigides en construction et en dépense financière. Du point de vue du pays, c’est une contribution inappréciable au développement et à la science ».
Lors de la réalisation de projets similaires les développeurs sont confrontés à plusieurs difficultés, dont les plus graves concernent les « lacunes » de la législation, ainsi que la paperasserie bureaucratique. Ce projet a reçu un grand soutien de la part des fonctionnaires locaux ainsi que du gouverneur de l’Oblast de Kaliningrad G. Boos.

## Divers
Goussev célèbre non seulement l’Anniversaire de la ville, mais aussi le Jour du Technopôle.